# Acmonia crowleyi
Acmonia crowleyi är en insektsart som beskrevs av William Lucas Distant 1906. Acmonia crowleyi ingår i släktet Acmonia och familjen lyktstritar. Inga underarter finns listade i Catalogue of Life.